# Altair
Altair (α Aql, zkráceně: α Aquilae) je nejjasnější hvězdou v souhvězdí Orla a dvanáctá nejjasnější hvězda noční oblohy. Jedná se o hvězdu hlavní posloupnosti spektrální třídy A se zdánlivou hvězdnou velikostí 0,76 mag. Spolu s Vegou a Denebem tvoří známý Letní trojúhelník.
Altair má vysokou rychlost rotace – na rovníku se otáčí asi 286 km/s. Podle měření dalekohledu Palomar Testbed Interferometer nemá Altair kulovitý tvar, ale je vlivem rychlé rotace výrazně zploštělý. Další interferometrická měření z infračerveného oboru tento jev jen potvrdila.

## Fyzikální vlastnosti

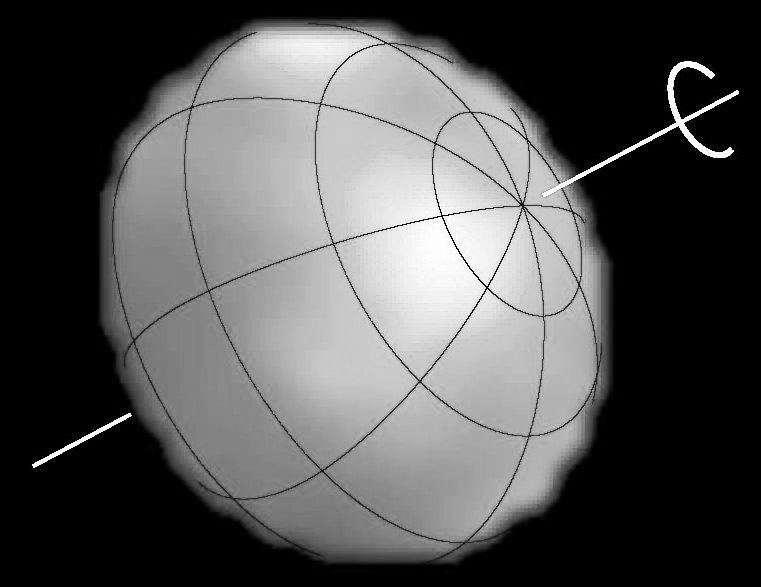
Altair má velkou rychlost rotace

Altair se nachází ve vzdálenosti 16,8 světelných let a patří tudíž mezi nejbližší hvězdy viditelné pouhým okem. Jde o hvězdu hlavní posloupnosti spektrální třídy A, která má zhruba 1,8násobek hmotnosti Slunce a asi 11krát vyšší svítivost. Kolem své osy se otočí asi za 9 hodin (pro srovnání, Slunce potřebuje k jedné otočce 25 dní). Díky velmi rychlé rotaci má Altair tvar výrazně zploštělého elipsoidu, přičemž polární průměr je zhruba o 20 % menší než rovníkový. Satelit Wide Field Infrared Explorer v roce 1999 naměřil změny jasnosti v tisícinách magnitudy, čímž potvrdil, že Altair patří mezi proměnné hvězdy typu delta Scuti. Světelná křivka hvězdy má sinusový charakter a mění se s periodami 0,8 a 1,5 hodiny. Altair vyzařuje také značné množství záření v ultrafialovém oboru spektra.
Altair je starý jen několik stovek miliónů let; jeho zásoby vodíku mu vystačí zhruba na další miliardu let. Poté se z něj stane červený obr či proměnná cefeida a po odvržení vnějších vrstev se změní v bílého trpaslíka.

## Etymologie
Arabové v 8. a 9. století překládali spisy Klaudia Ptolemaia. Nové jméno hvězdy tak vzešlo jak ze staroarabské mytologie, tak z řeckého pojmenování. Arabský název „Altaïr“ pochází ze zkráceného „Al-Nasr al-Taïr“ (arabsky النسر الطائر‎) neboli „Letící orel“ („Al-Taïr“ bývá vykládáno i jako „padlý“ či „na útěku“). Astronomické pojmenování Alpha Aquilae zase pochází z arabského základu „Al-Nasr“ („Orel“).

## Altair ve science-fiction
Altair je zmiňován v mnoha fiktivních dílech, například ve Star Treku, Stargate, nebo v počítačové strategii Master of Orion. V některých vesmírných simulacích je na jedné z planet v 8. galaxii lidmi osídlená kolonie, v pokračování Final Frontier jsou zde dvě Zemi podobné planety, dva plynné obry a jeden plynný nadobr. Ve videohře Assassin's Creed je zase Altaïr jméno hlavního hrdiny, což odkazuje na symboliku orla i zasazení děje do Svaté země.
Další zmínky o Altairu najdeme například v seriálu Battlestar Galactica, kde nese jméno jedna z civilních lodí, a ve Stopařově průvodci po Galaxii se vyskytuje měna zvaná altairský dolar.